# Plérin
Plérin (bretonsko Plerin) je naselje in občina v francoskem departmaju Côtes-d'Armor regije Bretanje. Leta 2011 je naselje imelo 14.020 prebivalcev.

## Geografija
Kraj leži v pokrajini Bretaniji ob reki Gouët, 3.5 km severno od središča Saint-Brieuca.

## Uprava
Plérin je sedež istoimenskega kantona, v katerega sta poleg njegove vključeni še občini Pordic in Trémuson z 21.978 prebivalci.
Kanton Plérin je sestavni del okrožja Saint-Brieuc.

## Pobratena mesta
- Cookstown (Anglija, Združeno kraljestvo),
- Herzogenrath (Severno Porenje - Vestfalija, Nemčija),
- Wronki (Velikopoljsko vojvodstvo, Poljska).